# Червона зона (фільм)
«Червона зона» («Zone rouge») — французький трилер 1986 року, знятий режисером Робером Енріко.

## Сюжет
Клер Руссо їде в місто до свого колишнього чоловіка. Чоловік отруївся міською питною водою, і вона поспішає, щоб допомогти йому. Але після прибуття вона стає свідком, як місто повністю знищується паліями. Офіційна влада заявляє про випадковий вибух газу, і Клер починає розслідування причин того, що сталося, вступаючи в боротьбу з могутніми силами.

## У ролях
- Сабін Азема — Клер Руссе
- Рішар Анконіна — Джефф Монтельє
- Елен Сюржер — мати Клер
- Жак Ноло — П'єр Руссе
- Жан Буїз — Антуан Сенешаль
- П'єр Фреже — Фаб'єн Руссе
- Домінік Реймон — Наталі Шейлар
- Тьєррі Роде — Ваніан
- Жан Рено — охоронець
- Патрік Перес — Малакі
- Бернар Фрейд — директор компанії
- Жан-П'єр Баго — Луї Машабер
- Філіп Ваше — журналіст каналу FR3
- Крістіан Перейра — хімік Жерар
- Жан-П'єр Біссон — комісар Мерсьє
- Анрі Війон — префект поліції
- Даніель Лангле — суддя Пейрак

## Знімальна група
- Режисер — Робер Енріко
- Продюсери — Жан Больварі, Жан Нахбаур
- Сценарій — Робер Енріко, Ален Скофф
- Оператор — Дідьє Таро
- Художник — Жан-Клод Галлуен
- Композитор — Габріель Яред